# جورج جونستون (لاعب كرة قدم)
جورج جونستون (بالإنجليزية: George Johnston)‏ هو لاعب كرة قدم بريطاني، ولد في 1 سبتمبر 1998 في مانشستر في المملكة المتحدة.

## وصلات خارجية
- جورج جونستون (لاعب كرة قدم) على موقع الاتحاد الأوربي (الإنجليزية)
- جورج جونستون (لاعب كرة قدم) على موقع قاعدة بيانات كرة القدم.إي يو (الإنجليزية)
- جورج جونستون (لاعب كرة قدم) على موقع Soccerway.com (الإنجليزية)